# X-plore
X-plore — файловый менеджер для смартфонов под управлением операционных систем Symbian, Windows Mobile и Android. Является наиболее удобным и обладает наибольшей функциональностью в сравнении с аналогами для Symbian. В данный момент развивается только версия для Android.

## Лицензия
Ранее программа являлась условно бесплатной, однако не существовало никаких ограничений по функциям или сроку использования. Единственным отличием незарегистрированной версии, было наличие трёхсекундного напоминания при запуске и закрытии программы, которое сообщает о том, что используется незарегистрированная версия.
С января 2015 все продукты разработчика Lonely Cat Games, в том числе X-plore становятся бесплатными, соответственно тип лицензии — Freeware. На официальной странице разработчика под каждым продуктом в конце страницы содержится строка текста о бесплатности продукта.
С 2022 года в Android версии приложения была добавлена реклама, которая убирается за определенную плату. Помимо этого разработчики предлагают премиум пользователям расширенные функции.

## Возможности
- Стандартные операции с файлами (копирование, перемещение, удаление, переименование)
- Просмотр и изменение атрибутов файлов
- Поиск файлов
- Прослушивание аудио и просмотр видеофайлов
- Просмотр изображений
- Просмотр и редактирование текстовых файлов (с поддержкой Unicode[1])
- Просмотр ZIP, RAR, JAR архивов
- Упаковка файлов в ZIP-архив
- Просмотр документов MS Word (только текст)[1]
- Просмотр информации об аппаратном обеспечении смартфона
- Передача файлов через интерфейсы Bluetooth, IrDA
- HEX-редактор

## Критика
Наиболее часто критикуемым недостатком программы является представление файлов и папок только в виде дерева, что неудобно при глубоком вложении. Также критике подвергается отсутствие правильного позиционирования подписей к функциональным клавишам на некоторых устройствах (например, Nokia E90).

## Награды
Программа стала победителем в номинации «Best Phone Tool» сайта Handango в 2009 году.